# Runenstein von Replösa

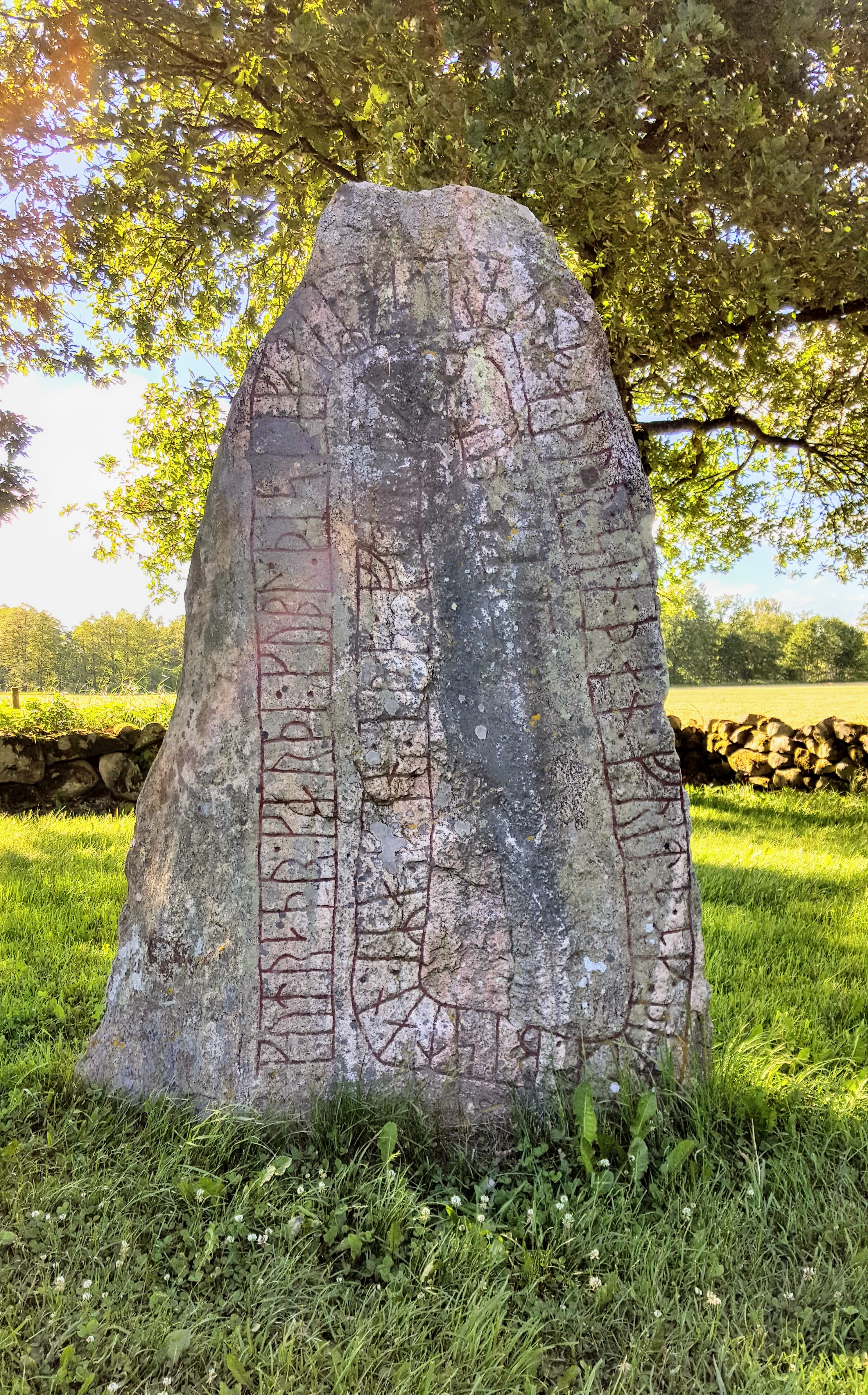
Runenstein von Replösa

Der Runenstein von Replösa (schwedisch Replösastenen; auch Sm 35 genannt) ist ein 1,85 Meter hoher und 0,9 Meter breiter (nach oben verjüngend) und 0,35 m dicker Runenstein aus Granit. Er steht am Sickingevägen, nördlich von Replösa, nordöstlich von Ljungby in Småland in Schweden.

## Der Runenstein
Die 13–15 cm hohe Inschrift im spiralförmigen Schlangenband stammt aus dem 10. Jahrhundert und lautet:
„Götrad gjorde denna vård efter Åstrad sin fader, den ypperste av de fränder och tegnar som i Finnveden fordom levde“.
„Götrad errichtete dieses Denkmal zum Andenken an Åstrad, seinen Vater, den besten aller freien Männer und Verwandten (tegner), die es vor Zeiten in Finnveden gab.“
Die dänischsprachigen Namen Götrad und Åstrad sind befremdlich. Seit dem Mittelalter ist der Name Åstrad auch von dänischen Runensteinen bekannt. Der Name Götrad kommt jedoch auf keinem anderen schwedischen Runenstein vor. Der Finnveden ist eine Region in der Provinz Småland. Das Wort „tegner“ kommt auf vielen Runensteinen vor, aber seine Bedeutung ist umstritten.

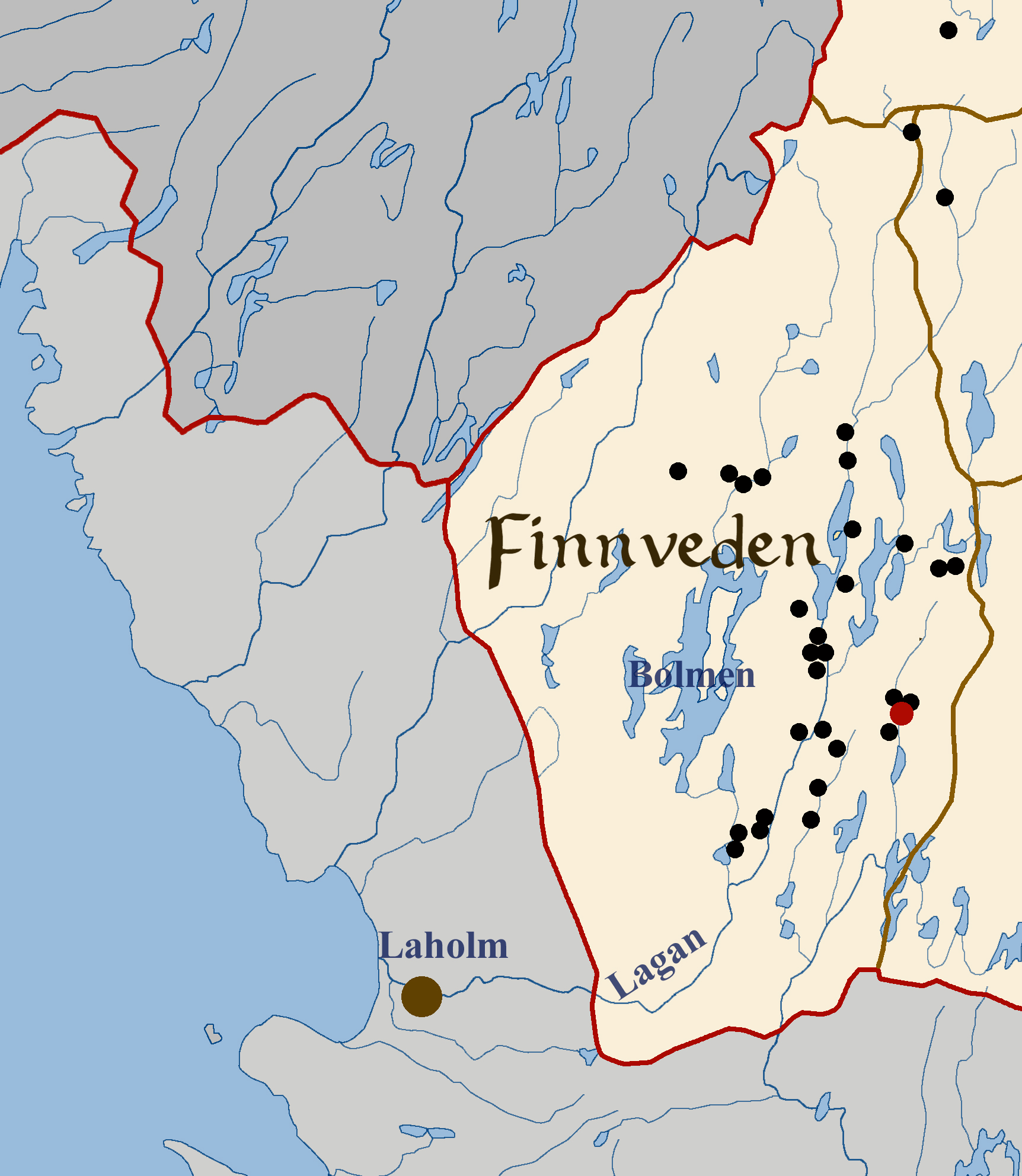
Karte – das Finnveden im Südwesten von Småland

## Die Schiffssetzung
Etwas südlich des Runensteins befindet sich eine beschädigte, teilweise restaurierte Schiffssetzung. Sie ist etwa 17,0 Meter lang und sechs Meter breit und besteht aus sieben erhaltenen 0,8–1,5 Meter hohen Steinen. Nach früheren Angaben soll sie ursprünglich aus zwölf Steinen bestanden haben.

## Die Gräberfelder
Auf der anderen Straßenseite liegt das Gräberfeld von Ljungby mit 55 Grabhügeln und 20 Bautasteinen.  Die größten Hügel haben etwa 12,0 m Durchmesser und sind 1,5 Meter hoch. Einige haben mittig Gruben oder außen Randsteine. Fünf haben ovale Form. Das Gräberfeld von Replösa hat Ähnlichkeit mit Kånna högar südlich von Ljungby. Die beiden Gräberfelder stammen aus der jüngeren Eisenzeit (400–650 n. Chr.)
Etwa 400 Meter südlich des Runensteins befindet sich die Gräberfelder von Hallsjö mit 20 Grabhügeln, der größte ist 1,7 Meter hoch.